# Podari
Podari es una comuna ubicada en el distrito de Dolj, Rumania.

## Superficie
Posee una superficie de 67,94 kilómetros cuadrados.

## Demografía
Hasta 2021 la población era de 6949 habitantes, con una densidad de población de 102,3 habitantes por kilómetro cuadrado.